# (74475) 1999 CM63
(74475) 1999 CM63 – planetoida z pasa głównego asteroid okrążająca Słońce w ciągu 4,81 lat w średniej odległości 2,85 j.a. Odkryta 12 lutego 1999 roku.